# Blanche Vogt
Blanche Vogt (née le 11 juillet 1887 à Nancy et morte le 11 avril 1967 à Paris 14e) est une journaliste et écrivaine française.

## Biographie
Blanche Vogt fait des études de lettres et s'essaie à la poésie puis travaille comme secrétaire à la Revue de l'enseignement primaire d'Henri Baudéan. Elle y rencontre Jean Jaurès et Gustave Théry grâce à qui elle commence à travailler comme journaliste à L'Œuvre . Elle travaille parfois en immersion, couvre des procès et signe ses articles du pseudonyme Une passante.
Elle défend la cause des femmes et collabore à diverses publications féministes comme Minerva ou La Française.
En 1928, elle co-fonde le Club des belles perdrix, avec d'autres journalistes, parmi lesquelles Marcelle Tinayre, Andrée Viollis, Hélène Gosset ou Lucie Delarue-Mardrus, un club gastronomique réservé aux femmes.
Blanche Vogt est également une écrivaine : elle publie des romans, essais et récits.
Elle décède en 1969, à l'âge de 81 ans

## Œuvres littéraires

### Monographies
- Avec Suzanne de Callias (texte et ill.), Aux pays des femmes-soldats. Finlande. Esthonie. Danemark. Lithuanie, Fasquelle éditeurs, 1931
- Les Français sont des hommes du monde, le savoir-vivre à l'âge atomique, France-Sélection, 1948, 160 p.
- Avec Jean Rigaud (ill.), L'Isle-Adam, perle de l'Île-de-France, Librairie Aristide Quillet, 1953, 119 p.
- La jeunesse de Claire Chamarande, J. Ferenczi et fils, 1925
- Le mariage de Reine Avernie, Éditions eLui et moie, 1947, 128 p.

### Articles
- La crise de la monnaie va finir, L’Œuvre, n° 1507 du 8 novembre 1919
- Les Petits locataires d'un billets de vingt sous, L'Œuvre du 12 octobre 1920, Lire en ligne
- 300 femmes au service de 45 000 familles, n° 82 du 17 mai 1940
- Une fraude - Nos bottes de daim sont en mouton, L'Œuvre, n° 1536 du 15 décembre 1919
- Un Jaurès inconnu, dans Les Œuvres Libres n° 140, Fayard, 1933
- Yvonne Carton, dans Les Œuvres Libres n° 107, Fayard, 1930

### Entrevues
- Les souvenirs d'une artiste. Entretien avec Madeleine Zillhardt sur sa vie avec Louise-Catherine Breslau pour L'Intransigeant (1927)[4].

## Distinctions
- 1925 : Prix d'Académie pour La jeunesse de Claire Chamarande[5]
- 1934 : Légion d'honneur[2]
- 1954 : Prix Charles-Blanc pour L'Isle-Adam, perle de l’Île-de-France[5]